# Клеопатра (кратер)
Вижте пояснителната страница за други значения на Клеопатра.
Клеопатра (на английски: Cleopatra) е ударен кратер разположен на планетата Венера. Той е с диаметър 105 km, и е кръстен на Клеопатра VII – египска владетелка.
Намира се в планините Максуел (най-големия планинска верига на Венера), той е много дълбок и без капак на останки типични за кратери, затова Клеопатра била класифицирана като вулканична калдера, но сонда Магелан яви закрит вътрешен басейн и неравна повърхност, покрита с материята изхвърлени от кратера, а това е убедително доказателство, че Клеопатра е кратер.